# バウキスとピレーモーン

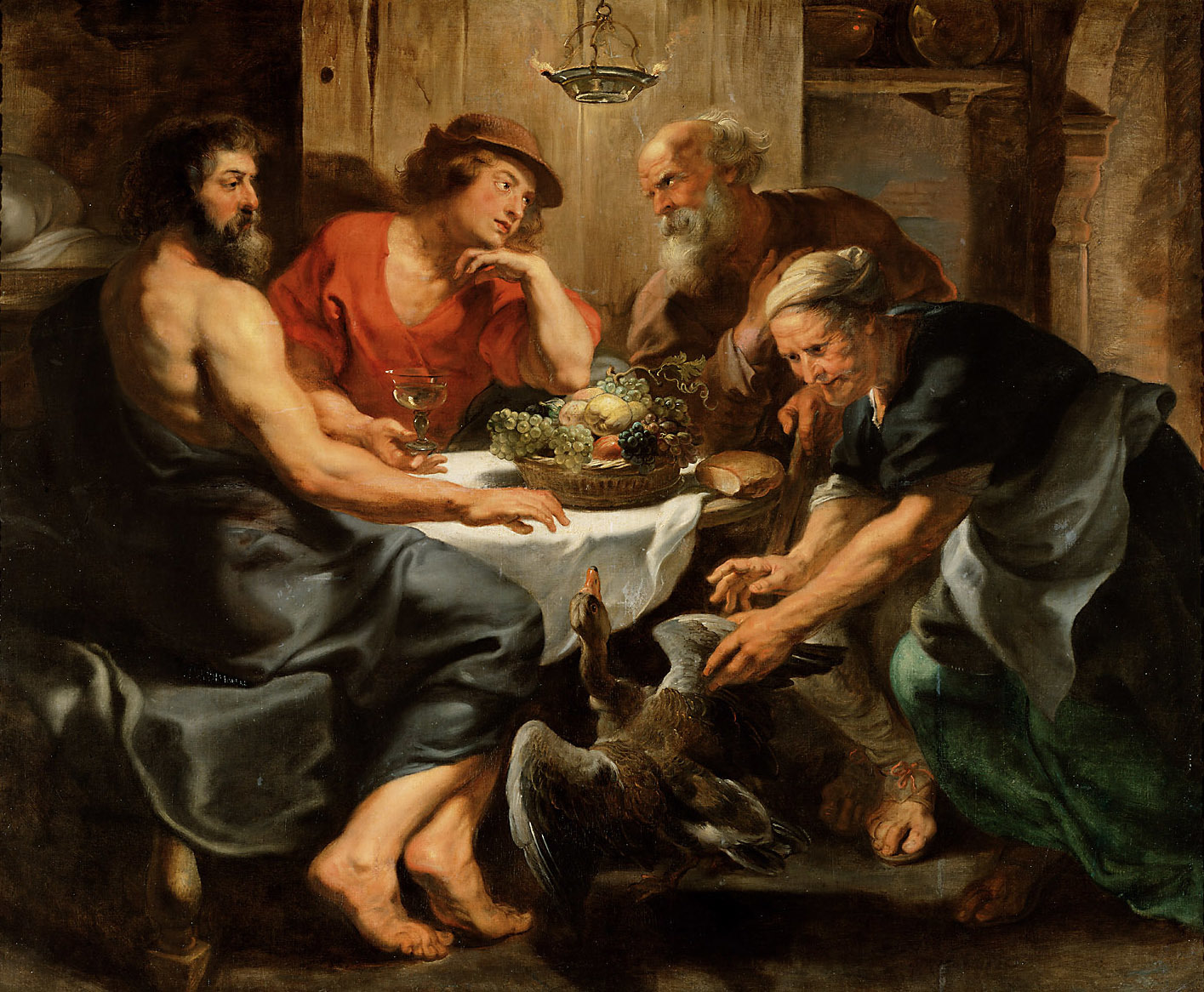
ピーテル・パウル・ルーベンス作『フィロモンとバウキスの家の、ジュピターとマーキュリー』（1630年）。
客人の正体が神だと知った老夫婦は、鵞鳥を生贄に捧げようとする。

バウキス（古希: Βαυκίς, Baukis, ラテン語: Baucis）とピレーモーン（古希: Φιλήμων, Philēmōn）は、ギリシア神話あるいはローマ神話に登場する老夫婦である。2人は旅人に身をやつした神を心を込めて歓待し、その報恩として洪水から命を救われ、さらに死後一対の大木に姿を変えた。古代ローマの記述家オウィディウスの『変身物語』第8巻に、この夫婦と神々との物語が記載されている。

## あらすじ
ある時、大神ゼウスと息子で伝令の神のヘルメース（ローマ神話では、ユーピテルとメルクリウス）は貧しい身なりの旅人を装い、プリュギア（現在のトルコ中部）を旅していた。やがて日暮れ時になり、2神は旅人の姿のままで家々の戸を叩き、一夜の宿を求めた。しかし寝床から起き出して戸を開けるような、親切な家は見当たらない。
しかし、最後に町外れのあばら家に住む信心深い老婆バウキスと、その夫のピレーモーンが神々を快く迎え入れた。夫妻は早速火を熾し、とっておきの燻製肉を刻むと、摘みたての青菜とともに煮込み始める。客人には足洗いの湯を満たした木鉢と上等な敷布を勧め、拭い清めた食卓には前菜としてオリーブ、ヤマボウシの酢漬け、大根、チーズ、焼き卵、さらにワインを並べる。やがて煮上がった肉をメインディッシュとして、つましいながらも華やいだ晩餐が始まった。
やがて給仕をしていた老夫婦は、奇妙なことに気がつく。客人の杯に幾度となく酒を注いでいるのに、酒甕の中身は少しも減らない。それどころか酒が一層満ち溢れているのだ。客人の正体が神だと悟った老夫婦は恐縮し、大切に飼っていたガチョウを生贄に捧げようとした。神はそれを制し、夫婦に語りかける。
「我らは神である。この地の無愛想な住民どもは、すぐさまその報いをうけねばならぬ。されどそなたたちは、罰を受けずともよい。我らに従い、丘の上に上りたまえ」
驚く老夫婦が神々の後をついて丘の峰に上り、振り返って見たものは、水没した町の姿だった。老夫婦が隣近所の不幸に慌てふためいている目の前で、今度は自分たちの住んでいたあばら家が大理石造りの神殿へと姿を変えていく。
「見事なる翁と媼よ。そなたたちの望みを言うがよろしい」
神々の問いかけに、夫婦は少し相談したあとで望みを語った。
「私どもは神官となり、この宮の番をしとうございます。そしてこれまで2人で暮らしてきたものゆえ、それぞれ同じ時刻に息を引き取らして下さい。わしが婆の墓を見たり、婆がわしを埋めるようなことが無いようにしていただきとうございます」
神々は2人の願いを聞き届けた。
やがてさらに年月が経ち、夫婦は足腰も立たないほど年老いた。そんなある日、神殿の階段の前で語らっていた2人は、互いの体から木の芽が吹き出していることに気がつく。神々と約束した最期の時が来たことを悟った夫婦は、口が動く限り感謝と別れの言葉を交わし、そして物言わぬ大木へと姿を変えた。
2人が姿を変えたオークとセイヨウボダイジュの木は、今でも神殿の左右で茂っている。

## 関連する文学作品
- 17世紀フランスの詩人・ジャン・ド・ラ・フォンテーヌの作品。
- 17世紀イギリスの詩人・ジョン・ドライデンが1693年に訳した詩。
- アイルランド人作家・ジョナサン・スウィフトが1709年にバウキスとピレーモーンの詩を書いた。
- フランツ・ヨーゼフ・ハイドンの1773年のマリオネット・オペラ『フィレモンとバウチス、またはジュピターの地上への旅』(Hob.XXIXa:1)。台本はGottlieb Konrad Pfeffel。
- ヨハン・ヴォルフガング・フォン・ゲーテが1832年に書いた『ファウスト 第二部』には、バウキスとピレーモーンが登場する。2人は土地立退きを拒んだため、悪魔メフィストによって菩提樹が茂る家ごと焼かれてしまう。
- ロシア帝国の小説家ニコライ・ゴーゴリが1835年に発表した小説『昔気質の地主たち』。
- フランス人作曲家・シャルル・グノーが1860年に発表したオペラ・コミック『Philémon et Baucis』。
- イタリア人小説家・イタロ・カルヴィーノが1972年に発表した小説『Invisible Cities』。
- アメリカ人小説家・Charles Frazierが1997年に発表した小説『Cold Mountain』。